# Ipswich
Ipswich /ˈɪpswɪtʃ/ – miasto we wschodniej Anglii, położone nad rzeką Orwell, stolica hrabstwa Suffolk, w dystrykcie Ipswich. W 2021 roku miasto liczyło 151 565 mieszkańców.

## Historia
Ślady pierwszego osadnictwa pochodzą z epoki kamiennej. W bezpośrednim sąsiedztwie osady, w mieście Felixstowe, Rzymianie wybudowali warowny fort. Około 700 r. n.e. w Ipswich osiedlili się fryzyjscy garncarze, którzy rozpowszechniali swoje wyroby na terenie całej Anglii. Po najeździe w r. 869 Ipswich znalazło się pod rządami wikingów. Prawdopodobnie im zawdzięcza się otoczenie około r. 900 centrum miasta wałami ziemnymi celem zabezpieczenia przed wypędzonymi Anglikami.
W roku 970 król Edgar I udzielił miastu licencji na otwarcie mennicy, która funkcjonowała nawet po inwazji Normanów, aż do czasu panowania króla Jana bez Ziemi, który nadał Ipswich prawa miejskie w 1200 roku. Ipswich jest wspomniana w Domesday Book (1086) jako Gepesuiz/Gepeswic/Gopeswic/Gopeswiz/Gipewid/Gipewiz/Gypeswiz. W tym okresie cztery zakony wybudowały tu pięć świątyń: Augustianie (S.S. Piotra i Pawła, Św. Trójcy - w połowie XII wieku), Dominikanie, Franciszkanie oraz Karmelici – wszystkie w XIII wieku. Miejscowa świątynia pw. Matki Boskiej Łaskawej była celem licznych pielgrzymek z udziałem głów koronowanych (m.in. króla Henryka VIII i Katarzyny Aragońskiej). Miasto miało kilka szpitali, łącznie ze szpitalem Marii Magdaleny dla trędowatych, ufundowanym jeszcze przed 1199 rokiem.

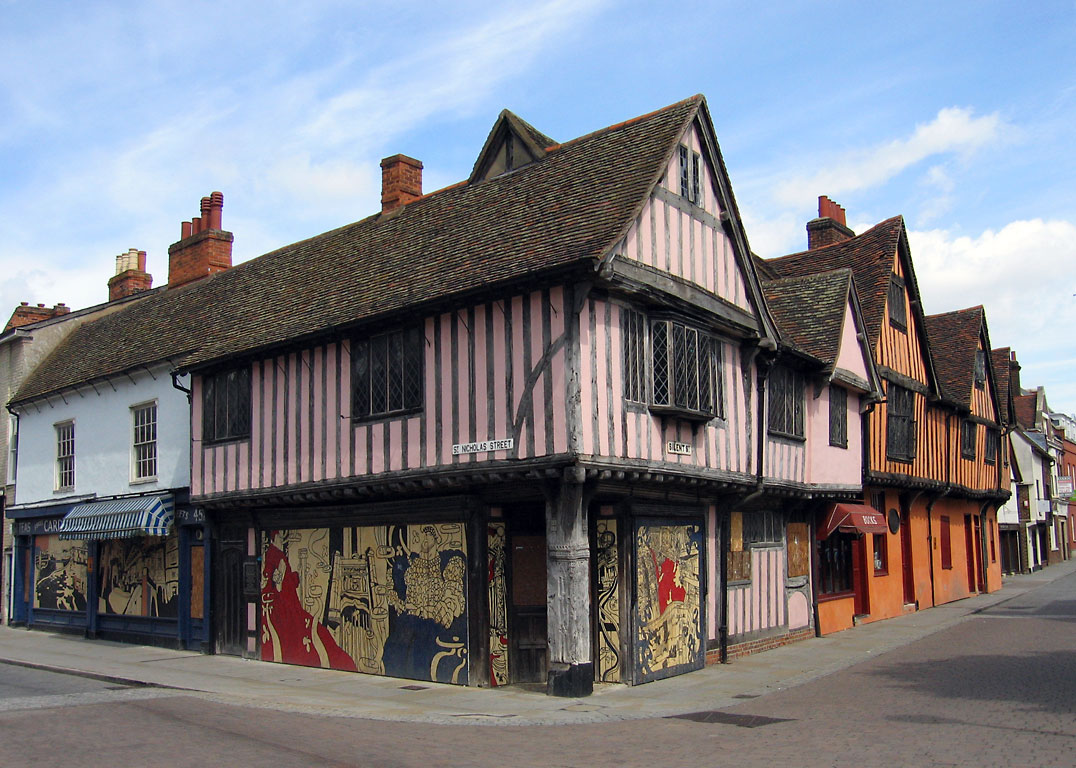
Stare budynki o drewnianym szkielecie na St Nicholas Street

Miasto rozwijało się w okresie średniowiecza, szczególnie po wejściu do Hanzy. W roku 1380 Geoffrey Chaucer sparodiował handlarzy z Ipswich w swoich Opowieściach kanterberyjskich. Urodzony i żyjący w Ipswich kardynał Thomas Wolsey założył tu w roku 1528 kolegium, obecnie znane pod nazwą Ipswich School. Szkołę tę ukończyli liczni angielscy artyści, naukowcy, politycy i wojskowi.
W latach 1611–1634 Ipswich był portem startowym dla osadników udających się do Nowej Anglii. W roku 1797 Lord oraz Lady Nelson przenieśli się do Ipswich, a w roku 1800 Lordowi Nelsonowi nadano godność „Wysokiego Zarządcy Ipswich” (ang. High Steward of Ipswich).
W XIX stuleciu odkryto tu koprolity, uruchomiono ich wydobycie i przetwórstwo. Ipswich spełnia i spełniało rolę ważnego portu przeładunkowego.

Otoczenie Ipswich

## Ludzie związani z miastem
- Sam Claflin – (ur. 1986) aktor telewizyjny i filmowy
- Charles Dickens – (1812-1870) powieściopisarz
- Bernie Ecclestone – prezydent i szef Formuły 1
- Ralph Fiennes – (ur. 1962) aktor filmowy
- Thomas Gainsborough – (1727-1788) malarz, portrecista arystokracji, założyciel Royal Academy of Arts
- Ian Hendry – (1931-1984) aktor filmowy i telewizyjny
- Karol Jancewicz – polski baron, napoleończyk, powstaniec listopadowy, działacz emigracyjny
- William Kirby – (1759-1850) ojciec entomologii, absolwent Ipswich School.
- Jane Lapotaire – (ur. 1944) aktorka filmowa i teatralna
- John Mayhew – (1947-2009) były perkusista grupy Genesis
- Horatio Nelson – (1758-1805) admirał, wicehrabia
- Kelly Overett – (ur. 1972) wokalistka z lat 90. XX w.
- John Penrose – (ur. 1964) polityk, konserwatysta, parlamentarzysta, absolwent Ipswich School
- Edward Poynter – (1836-1919) malarz, członek Akademii Królewskiej. Absolwent Ipswich School
- Clara Reeve – (1729-1807) powieściopisarka
- Charles Sherrington – (1857-1952) lekarz, fizjolog, zdobywca Nagrody Nobla z medycyny za odkrycie neuronów w 1932 r., absolwent Ipswich School
- Thomas Wolsey – (1475-1530) mąż stanu, kardynał kościoła katolickiego

## Sport
W mieście funkcjonuje drużyna piłkarska Ipswich Town F.C., założona w 1878 roku i mająca wśród swoich osiągnięć mistrzostwo Anglii w r. 1962, Puchar Anglii w roku 1978 oraz Puchar UEFA w roku 1981.
Żużlowy klub Ipswich Witches czterokrotnie zdobywał tytuł mistrza Wielkiej Brytanii (ostatnio w 1998).

## Inne
W mieście znajduje się stacja kolejowa Ipswich.

## Miasta partnerskie
- Arras